# سوزانا سالفيستر
سوزانا سالفيستر (بالإسبانية: Susana Silvestre)‏ هي كاتِبة أرجنتينية، ولدت في 11 نوفمبر 1950، وتوفيت في 2 مارس 2008.